# Momir Bulatović

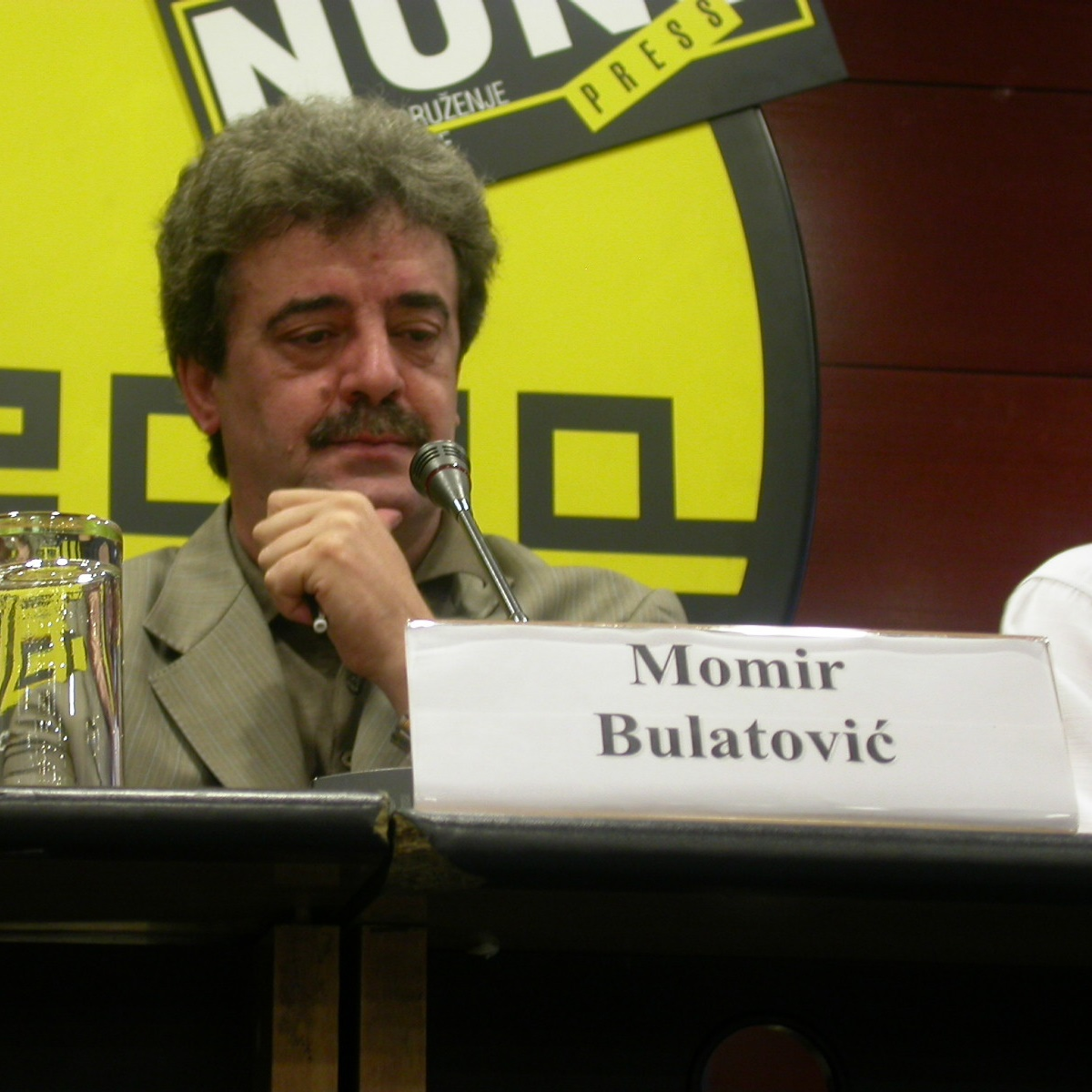
Momir Bulatović (2006)

Momir Bulatović (serbisch-kyrillisch Момир Булатовић; * 21. September 1956 in Belgrad; † 30. Juni 2019 in Kuči, Montenegro) war ein jugoslawischer bzw. montenegrinischer Politiker. Von 1990 bis 1998 war er der erste demokratisch gewählte Staatspräsident Montenegros und von 1998 bis 2000 Ministerpräsident der Bundesrepublik Jugoslawien. Außerdem war er Parteivorsitzender des Bundes der Kommunisten Montenegros (1989–1990) und der Demokratischen Partei der Sozialisten Montenegros (1990–1997). 
Bulatović galt als enger Verbündeter des serbischen und später jugoslawischen Präsidenten Milošević.

## Leben
Bulatović studierte Wirtschaftswissenschaften an der Universität Titograd und war dort als Assistent im Fach Politische Ökonomie tätig. Er trat 1974 in den Bund der Kommunisten Jugoslawiens ein.
Nach dem Rücktritt der kommunistischen Führung nach Massenprotesten im Januar 1989 im Zuge der sogenannten Antibürokratischen Revolution wurde Momir Bulatović zum Parteivorsitzenden des Bundes der Kommunisten in Montenegro gewählt. Momir Bulatović war ein enger Verbündeter des damaligen serbischen Präsidenten Slobodan Milošević und Befürworter eines engen Zusammenschlusses mit Serbien. Bei den ersten Mehrparteienwahlen 1990 wurde Momir Bulatović zum Präsidenten Montenegros gewählt.
Am 11. Juli 1997 wurde Momir Bulatović vom Hauptausschuss der Demokratischen Partei der Sozialisten, der Nachfolgepartei der montenegrinischen Kommunisten, als Parteichef abgesetzt. Im Gegensatz zu seinem Nachfolger als Parteichef der Demokratischen Partei der Sozialisten, Milo Đukanović, hielt Bulatović dem serbischen Präsidenten Milošević die Treue. Vor den Präsidentenwahlen 1997 gründete Bulatović die Sozialistische Volkspartei (SNP), deren Vorsitzender er wurde. Bei den Präsidentenwahlen am 5. und 21. Oktober 1997 unterlag Bulatović knapp seinem Rivalen Milo Đukanović.
Sein Mentor Slobodan Milošević berief ihn am 21. Mai 1998 zum Ministerpräsidenten der jugoslawischen Bundesregierung. Nach dem Sturz Miloševićs verlor Bulatović im Oktober 2000 dieses Amt, und 2001 verdrängte ihn Predrag Bulatović vom Amt des Vorsitzenden der Sozialistischen Volkspartei. Die Anhänger Momir Bulatovićs gründeten daraufhin unter dem Namen Volkssozialistische Partei (NSS) eine eigene Partei, deren Ehrenvorsitzender Momir Bulatović wurde. Später zog sich Bulatović aus der Politik zurück und widmete sich von da an seiner wissenschaftlichen Arbeit. Er veröffentlichte mehrere Bücher über seine Sicht der Ereignisse in Jugoslawien und Montenegro in den 1990er Jahren.